# Dejan Borovnjak
Dejan Borovnjak (Srp. ćirilica: Дејан Боровњак; Knin, 1. travnja 1986.) je srbijanski profesionalni košarkaš. Igra na poziciji krilnog centra, a trenutačno je član litavskog Lietuvos Rytasa.

## Karijera
Košarkašku karijeru započeo je KK Liksu iz Beograda. Početkom 1998. odlazi u KK Partizan. U Partizanu je ostao do 2008., kada je sprorazumno raskinuo ugovor s klubom navodeći kao razlog nedovoljnu minutažu. U sezoni 2007./08. je u NLB ligi prosječno za 10 minuta provedenih na parketu postizao četiri poena uz tri skoka, a u domaćem prvenstvu imao je imao sličnu statistiku. U Euroligi je odigrao 20 utakmica i prosječno je za 5 minuta provedenih na parketu sakupio po jedan poen i jedan skok. U kolovozu 2008. odlazi u novosadsku Vojvodinu. Za Vojvodinu je u sezoni 2008./09. u regionalnoj ligi u prosjeku bilježio 12.3 poena i 6.8 skokova po utakmici, dok je u nacionalnom prvenstvu ubacivao 10.2 poena uz 5 skokova po utakmici. Ispadanjem Vojvodine iz regionalne lige, Borovnjak je odlučio napustiti momčad i preseliti se u litavski Lietuvos Rytas.

## Vanjske poveznice
- Profil na NLB.com
- Profil na Euroleague.net